# Кладбище советских солдат (Августов)
Кладбище советских солдат (пол. Cmentarz Żołnierzy Radzieckich) — кладбище, находящееся в городе Августов, Польша. На кладбище похоронены советские военнослужащие, погибшие во время боёв в Августове и его окрестностях во время Второй мировой войны. Кладбище внесено в реестр охраняемых исторических памятников Подляского воеводства (№ 778).

## История
Кладбище располагается в северо-западной части августовского приходского кладбища и отделяется от него кирпичной стеной. В 1948—1949 годах на кладбище были захоронены эксгумированные останки 1509 погибших солдат на территории августовского повята. Список захороненных находится в местном городском совете.
В 1954 году на кладбище был установлен бетонный обелиск с пятиконечной звездой. На обелиске находится надпись на польском языке:

«Żołnierzom Armii Radzieckiej poległym na tej ziemi w latach 1941—1944 w walce z faszyzmem, mieszkańcy Augustowa» (Солдатам Советской Армии погибших на этой земле в 1941—1944 годах в борьбе с фашизмом, жители Августова).

14 марта 1990 года кладбище было внесено в реестр охраняемых исторических памятников Подляского воеводства.